# Katy Louise Saunders
Katy Louise Saunders ([ˈkeɪti ˈsɔːndəz]; Londra, 21 luglio 1984) è un'attrice britannica attiva principalmente in Italia.

## Biografia
Nata in Inghilterra da padre britannico e da madre colombiana, a causa del lavoro del padre trascorre l'infanzia tra Londra e l'Italia, frequentando l'English School di Roma e stabilendosi definitivamente con la famiglia, all'età di quattordici anni, a Milano, dove successivamente si laurea alla facoltà di economia aziendale della Bocconi.
Esordisce nel 2002 con il film Un viaggio chiamato amore di Michele Placido, in cui interpreta il ruolo di Sibilla Aleramo da bambina, mentre l'anno successivo appare brevemente in Lizzie McGuire - Da liceale a popstar. Nel 2004 diventa popolare grazie alla pellicola di Luca Lucini, Tre metri sopra il cielo, dove interpreta il ruolo di Babi, recitando accanto a Riccardo Scamarcio; nello stesso anno è Valentina in Che ne sarà di noi di Giovanni Veronesi. L'anno dopo appare per la prima volta in televisione nella miniserie di Rai 1, Il Grande Torino, diretta da Claudio Bonivento, in cui interpreta il ruolo di Susanna.
Nel 2007 è protagonista, insieme a Scamarcio e a Laura Chiatti, di Ho voglia di te, diretto da Luis Prieto, sequel di Tre metri sopra il cielo; sempre nello stesso anno compare anche nella produzione hollywoodiana Decameron Pie. L'anno seguente appare, insieme a George Clooney, nello spot The Capsule di Nespresso, diretto da Guy Ritchie e realizzato da McCann Paris. Nel 2011 è poi protagonista, con Roberto Farnesi, della serie televisiva Non smettere di sognare, mentre nel 2014 fa parte del cast di Sapore di te.

## Vita privata
Il 30 gennaio 2023 ha sposato l'attore sudcoreano Song Joong-ki; nel giugno seguente la coppia ha avuto un figlio. A novembre 2024 hanno avuto una figlia.

## Filmografia

### Cinema
- Un viaggio chiamato amore, regia di Michele Placido (2002)
- Lizzie McGuire - Da liceale a popstar, regia di Jim Fall (2003)
- Tre metri sopra il cielo, regia di Luca Lucini (2004)
- Che ne sarà di noi, regia di Giovanni Veronesi (2004)
- L'aria salata, regia di Alessandro Angelini (2005)
- Los Borgia, regia di Antonio Hernández (2006)
- Ho voglia di te, regia di Luis Prieto (2007)
- Seta, regia di François Girard (2007)
- Decameron Pie, regia di David Leland (2008)
- Third Person, regia di Paul Haggis (2013)
- Sapore di te, regia di Carlo Vanzina (2014)
- On Air - Storia di un successo, regia di Davide Simon Mazzoli (2015)
- Welcome Home - Uno sconosciuto in casa (Welcome Home), regia di George Ratliff (2018)
- Il Re Scorpione 5 - Il libro delle anime (The Scorpion King: Book of Souls), regia di Don Michael Paul (2018)

### Televisione
- Law & Order - I due volti della giustizia (Law & Order) – serie TV, episodio 15x04 (2004)
- Il Grande Torino, regia di Claudio Bonivento – miniserie TV (2005)
- Sissi (Sisi), regia di Xaver Schwarzenberger – miniserie TV (2010)
- Sant'Agostino, regia di Christian Duguay – miniserie TV (2010)
- Non smettere di sognare – serie TV, 8 episodi (2011)
- Condor – serie TV, 1 episodio (2018)

## Pubblicità
- Nespresso – The Capsule, regia di Guy Ritchie (2008)

## Riconoscimenti
- Festival di Tolosa
  - 2007 – Migliore promessa per Los Borgia[14]